# فرانك هالر
فرانك هالر (بالإنجليزية: Frank Haller)‏ (6 يناير 1883 – 30 أبريل 1939) هو ملاكم أمريكي راحل، مثّل بلاده في الألعاب الأولمبية الصيفية 1904.

## روابط خارجية
فرانك هالر على موقع اللجنة الأولمبية الدولية (الإنجليزية)
- فرانك هالر على موقع أوليمبيديا (الإنجليزية)